# Nahorodowicze
Nahorodowicze (biał. Нагаро́давічы, ros. Нагородовичи) – wieś na Białorusi, w rejonie zdzięcielskim obwodu grodzieńskiego, około 13 km na północ od Zdzięcioła.
Siedziba parafii prawosławnej pw. św. Mikołaja Cudotwórcy.

## Historia
Historia Nahorodowicz nie jest jasna, według Aftanazego w XVI wieku miała to być własność Radziwiłłów. W drugiej połowie XVI wieku Nahorowicze (zwane wtedy Nowohorodowiczami) należały prawdopodobnie do kościoła kalwińskiego, a później, do 1635 roku do cerkwi katedralnej w Nowogródku. 
Z drugiej strony Słownik geograficzny Królestwa Polskiego opisuje najdawniejszą historię Nahorodowicz w ten sposób: W XVI i XVII wieku własność rodziny Welaminów Rutskich. Pamiętne w dziejach, że tu odbył się pierwszy zjazd kapituły unickiej po zjednoczeniu kościołów, pod prezydencją metropolity Welamina Rutskiego w r. 1617.

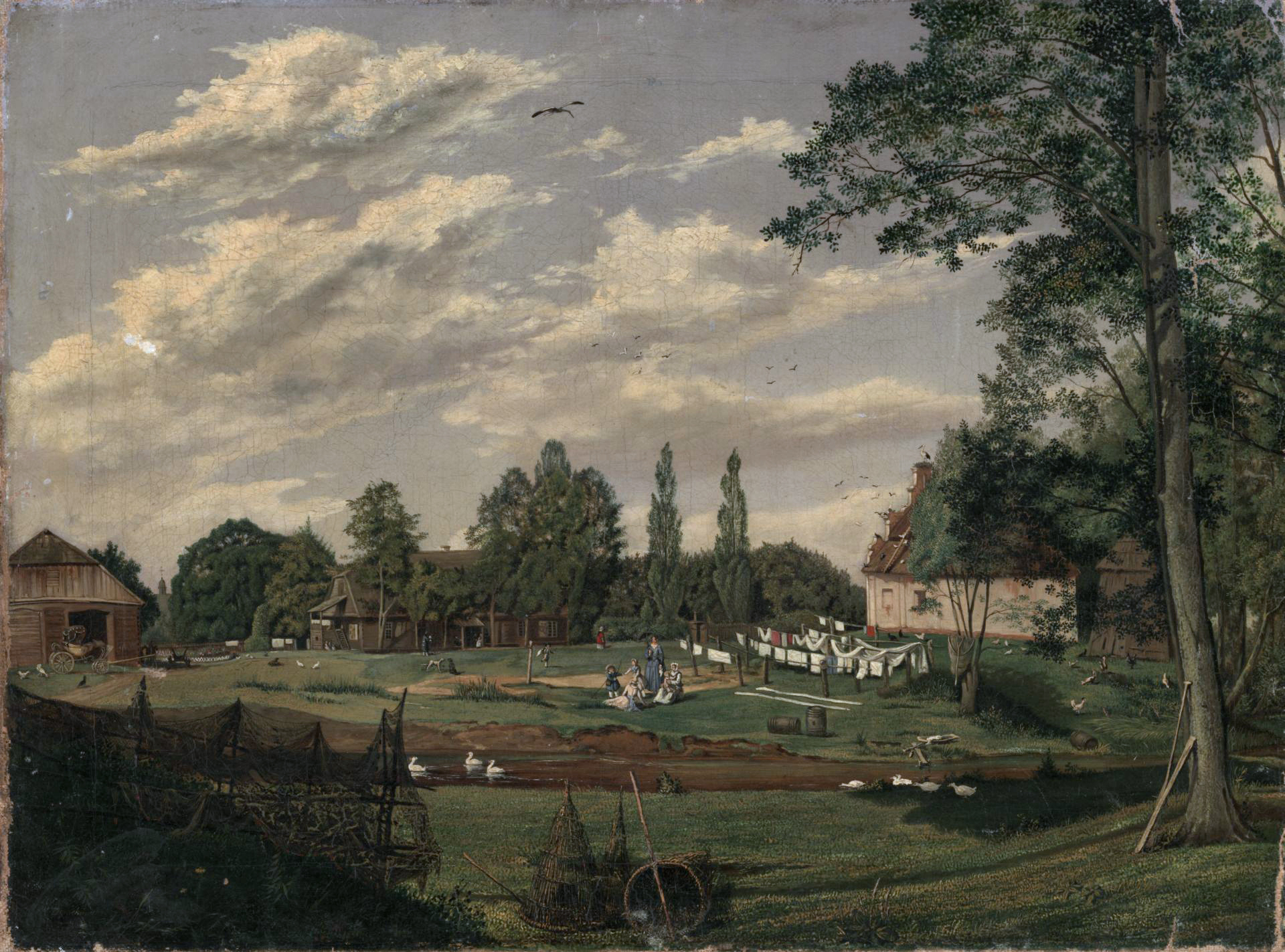
Wincenty Dmochowski, Nahorodowicze, 1843

W 1635 roku metropolita Józef Welamin Rutski sprzedał te dobra Janowi Bułhakowi i jego żonie Hannie Jaroszance, którzy w 1661 roku odsprzedali je Jerzemu Krzywickiemu herbu Lubicz. Później były własnością Surynów i Głuchowskiego. W XVIII wieku Nahorodowicze należały do Tyzenhauzów, od których nabył je w 1782 roku generał wojsk polskich Ignacy Feliks Morawski, ożeniony z Teofilą Konstancją Radziwiłłówną (1738–1818), siostrą Karola Stanisława Radziwiłła „Panie Kochanku”. Po śmierci generała w 1790 roku jego zadłużony majątek poddano eksdywizji (podziałowi między wierzycieli) i Nahorodowicze wraz z kilkoma innymi majątkami kupiła starościna bielicka Łęska. Na początku XIX wieku odsprzedała kilka folwarków, w tym w 1820 roku Nahorodowicze Ignacemu Dmochowskiemu herbu Pobóg, wicemarszałkowi szlachty powiatu oszmiańskiego, żonatemu z Marią Zenowiczówną. Nahorodowicze pozostawały w rękach tej rodziny do 1939 roku. Synem Ignacego i Marii był Wincenty Dmochowski, malarz, autor m.in. obrazu Nahorodowicze, mąż Salomei Orłowskiej był kolejnym dziedzicem majątku, a po nim – jego syn Władysław (1838–1913), powstaniec styczniowy i rysownik. Ostatnim właścicielem Nahorodowicz przed 1939 rokiem był syn Władysława Stanisław Dmochowski. Dobra te liczyły wtedy 657 ha.
Po III rozbiorze Polski w 1795 roku Nahorodowicze, wcześniej należące do województwa nowogródzkiego Rzeczypospolitej, znalazły się na terenie powiatu słonimskiego (ujezdu), wchodzącego w skład kolejno guberni: słonimskiej, litewskiej, grodzieńskiej i mińskiej Imperium Rosyjskiego. Po ustabilizowaniu się granicy polsko-radzieckiej w 1921 roku Nahorodowicze wróciły do Polski, weszły w skład gminy Pacowszczyzna w powiecie słonimskim województwa nowogródzkiego. Gminę zniesiono z dniem 22 stycznia 1926 roku, a Nahorodowicze znalazły się w gminie Bielica. Od 1945 roku – w ZSRR, od 1991 roku – na terenie Republiki Białorusi.
W lesie nahorodowickim znajdują się mogiły, porosłe drzewami, dotychczas niezbadane, nie wiadomo z jakiego czasu pochodzące (1895).

## Świątynie
Według Słownika geograficznego: Cerkiewka drewniana postawiona została przez metropolitę Rutskiego, jak świadczy dokument przy niej przechowujący się. Do chwil ostatnich świątynia ta zachowała pierwotną postać, dopiero w r. 1894 przerobiona, cechę swoją dawną zatraciła. Według innego XIX-wiecznego źródła, również cytującego powyższy dokument, drewniana cerkiew (i takaż dzwonnica) wzniesiona została przez biskupa W. Rutskiego w 1746 roku. Cerkiew ta została zbudowana w innym miejscu niż poprzednia. Wewnątrz znajdowała się przepiękna drewniana ikona św. Mikołaja Cudotwórcy, podarowana cerkwi w 1894 roku przez mieszkankę Kronsztadu Aleksandrę Kulikową.
W drugiej połowie XIX wieku zbudowano tu cerkiew prawosławną pw. św. Mikołaja Cudotwórcy, która stoi tu do dziś.
Możliwe, że opisany niżej lamus był kościołem kalwińskim, obrócony na składy a w części na mieszkanie, otrzymał z czasem nazwę skarbca, pod jaką i dziś pozostaje (tj. w 1895 roku).

## Demografia
W 1921 roku na Nahorodowicze składały się wieś i folwark: 
- wieś Nahorodowicze liczyła 377 mieszkańców, z czego 27 katolików i 350 prawosławnych, 9 osób zadeklarowało narodowość polską, a 368 białoruską
- folwark Nahorodowicze liczył 52 mieszkańców, z czego 11 katolików, 32 prawosławnych i 9 żydów, 44 osoby zadeklarowały narodowość polską, a 8 białoruską[4].

W 2009 roku wieś liczyła 123 osoby.

## Współczesność
W 1967 roku we wsi wzniesiono pomnik ku czci 36 żołnierzy radzieckich poległych w czasie II wojny światowej.

## Nieistniejący dwór

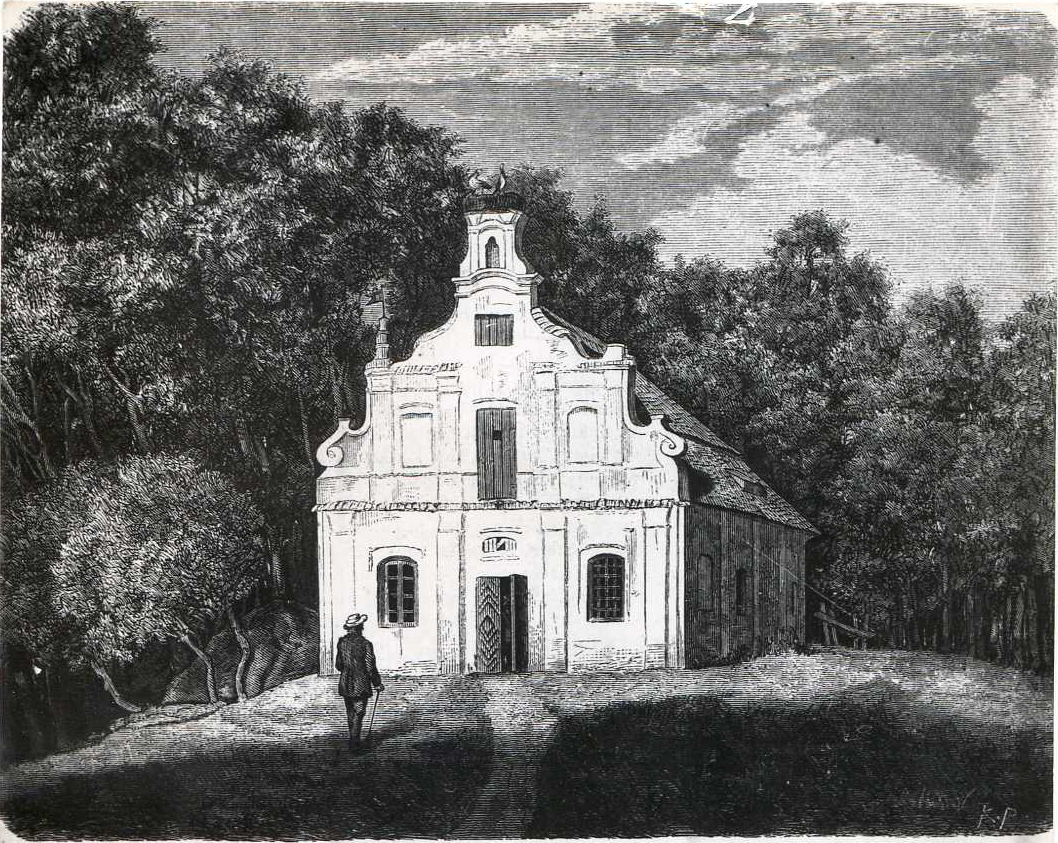
Skarbczyk, litografia z 1869 roku

W XVIII wieku stał tu pałac. Na jego fundamentach Tyzenhauzowie przed 1782 rokiem wybudowali nowy modrzewiowy dwór, który istniał tu co najmniej do 1934 roku. Wewnątrz było kilkanaście pokoi, na ścianach których wisiały obrazy, przede wszystkim Wincentego Dmochowskiego.
Ciekawą architekturę miał stojący nieopodal lamus zwany skarbczykiem, który prawdopodobnie – według niektórych relacji – wcześniej był zborem kalwińskim, choć jego barokowa fasada wskazywała, że raczej nie był świątynią kalwińską. Budynek ten miał plan szerokiego prostokąta i jedną, wysoką kondygnację. Fasadę dekorowały pilastry i gzymsy. Wieńczył ją trójkątny szczyt z sygnaturką. Świątynię/lamus przykrywał trójspadowy, łamany dach gontowy.
Dom i skarbczyk były otoczone przez park krajobrazowy.
Dalsze losy dworu się nieznane, dziś nie istnieje.
Majątek Nahorodowicze jest opisany w 11. tomie Dziejów rezydencji na dawnych kresach Rzeczypospolitej Romana Aftanazego.